# Robert Recorde
Robert Recorde est un mathématicien et médecin gallois né à Tenby vers 1512, et mort à Londres mi-juin 1558.
Il a introduit pour la première fois dans un livre imprimé en Angleterre le signe égal (=) pour la résolution des équations dans le chapitre "The rule of equation commonly called Algebers rule", du livre The Whetstone of Witte, which is the second part of Arithmetike, containing the Extraction of Rootes, the Cossike Practice, with the Rules of Equation, and the Woorkes of Surde Numbers (London, 1557). Dans la notation de Robert Recorde, le signe = est représenté par deux lignes parallèles plus longues que dans la notation moderne.

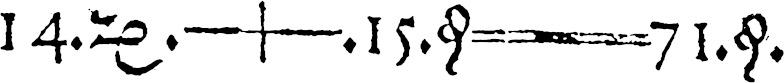
Première équation connue dans la notation de Recorde, équivalente à 14x+15=71 dans la notation moderne

## Biographie
Né dans une honorable famille galloise en 1512, Recorde entra à l'Université d'Oxford vers 1525, et fut élu fellow du All Souls College en 1531. Pour pouvoir exercer la profession médicale, il obtint le doctorat en médecine à l'Université de Cambridge en 1545. Revenu à Oxford, il y enseigna de nouveau les mathématiques. Puis il devint médecin du roi Edouard VI et de la Reine Marie, à qui certains de ses livres sont dédiés.
Il fut aussi Contrôleur de la Monnaie Royale, et Contrôleur des Mines et Monnaies d'Irlande. Poursuivi pour diffamation par un ennemi politique, il fut emprisonné pour dette, et mourut dans la prison de King's Bench, à la mi-juin 1558.

## Publications
Ses ouvrages mathématiques prennent généralement la forme d'un dialogue entre un maître et son élève. Ils firent progresser la systématisation des notations.
- The Grounde of Artes, teachings the Worke and Practise, of Arithmeticke, both in whole numbers and fractions (1543), premier livre en anglais sur l'algèbre..
- The Pathway to Knowledge, containing the First Principles of Geometry ... bothe for the use of Instrumentes Geometricall and Astronomicall, and also for Projection of Plattes (London, 1551)
- The Castle of Knowledge, containing the Explication of the Sphere both Celestiall and Materiall, etc. (London, 1556).  Explication de l'astronomie de Ptolémée ; le système héliocentrique de Copernic est mentionné en passant.
- The Whetstone of Witte, whiche is the seconde parte of Arithmeteke: containing the extraction of rootes; the cossike practise, with the rule of equation; and the workes of Surde Nombers (London, 1557). L'ouvrage majeur pour l'introduction de l'algèbre en Angleterre.
- un ouvrage médical, The Urinal of Physick (1548), souvent réimprimé.

Il aurait également écrit trois autres livres : Cosmographiae isagoge, De Arte faciendi Horologium et enfin De Usu Globorum et de Statu temporum.